# Эстонский университет естественных наук
Эстонский университет естественных наук (эст.  Eesti Maaülikool, EMÜ) — университет расположенный в Тарту, Эстония, является бывшим Эстонским сельскохозяйственным университетом, который был основан в 1951 году и переименован и реконструирован в ноябре 2005 года.
Эстонский университет естественных наук является, по его собственному заявлению, единственным эстонским вузом, чьими приоритетами в академической и исследовательской практике является устойчивое развитие природопользования необходимое для существования человека а также охрана окружающей среды и природного наследия. Эстонский университет естественных наук является центром по исследованиям сельского хозяйства, лесоводства, животноводства, ветеринарии, экономики, технологии пищевого производства и экологической безопасности. Университет является членом международной сети университетов BOVA.
В 2009 года в университете обучались 4704 студента. Работали в университете 983 человека, в том числе 228 преподавателей и 159 научных сотрудников.
Университет входит в число 100 лучших университетов мира в области сельского и лесного хозяйства.

## История
Корни университета лежат в сельскохозяйственном и лесном образовании и исследованиях, проводимых в Тартуском университете. На торжественном открытии университета в 1632 году шведский канцлер и практический основатель университета Юхан Шютте заявил, что хотел бы, чтобы «даже крестьяне этой страны могли получить свою долю полива источников образовательного богатства». Это заявление считается началом сельскохозяйственного образования в Эстонии.
После открытия Тартуского университета в 1802 году при профессоре Иоганне Вильгельме Краузе была основана кафедра сельского хозяйства . Первоначально агрономии учили на факультете философии, а затем на факультете физики и математики. Эта школа была хорошо известна в Европе и России. Когда Тарту был открыт как эстонский университет в 1919 году, был основан сельскохозяйственный факультет, состоящий из агрономических и лесных факультетов. Факультету принадлежали исследовательские станции и экспериментальные участки, где студенты могли заниматься прикладными исследованиями. На основе старого Тартуского ветеринарного института был основан факультет ветеринарных наук. Эти два факультета составили ядро нового независимого университета, образованного в 1951 году —  Эстонской сельскохозяйственной академии.
Эстонская сельскохозяйственная академия была непосредственно подчинена Министерству сельского хозяйства Советского Союза и готовила специалистов в различных областях сельского хозяйства от агрономов и животноводов до специалистов по электрификации крупных хозяйств. Работа продолжалась до конца 1980-х годов.
После восстановления независимости Эстонии в 1991 году Академия была переименована в Эстонский сельскохозяйственный университет, а учреждение было реструктурировано в соответствии с радикальными изменениями в сельском и лесном хозяйстве Эстонии (такими как упразднение колхозов и совхозов). Были приняты новые специальности, такие как охрана окружающей среды, ландшафтная архитектура, производство и реализация сельскохозяйственной продукции, охрана и сохранение ландшафта, прикладная гидробиология, экономика окружающей среды и управление природными ресурсами.
До конца 2004 года в университете было шесть факультетов (агрономия, сельскохозяйственное машиностроение, экономические и социальные науки, лесное хозяйство, сельская инженерия и ветеринария) и восемь институтов (Эстонский агробиоцентр, Эстонский научно-исследовательский институт биотехнологии растений EVIKA, Научно-исследовательский институт леса, Институт науки о животных, Институт охраны окружающей среды, Институт экспериментальной биологии, Институт зоологии и ботаники и Институт садоводства Полли).
В 2004 году, после вступления Эстонии в Европейский Союз, учебное заведение было переименовано в Эстонский университет естественных наук.